# Helictotrichon delavayi
Helictotrichon delavayi är en gräsart som först beskrevs av Eduard Hackel, och fick sitt nu gällande namn av Johannes Jan Theodoor Henrard. Helictotrichon delavayi ingår i släktet Helictotrichon och familjen gräs. Inga underarter finns listade i Catalogue of Life.